# 虢城公

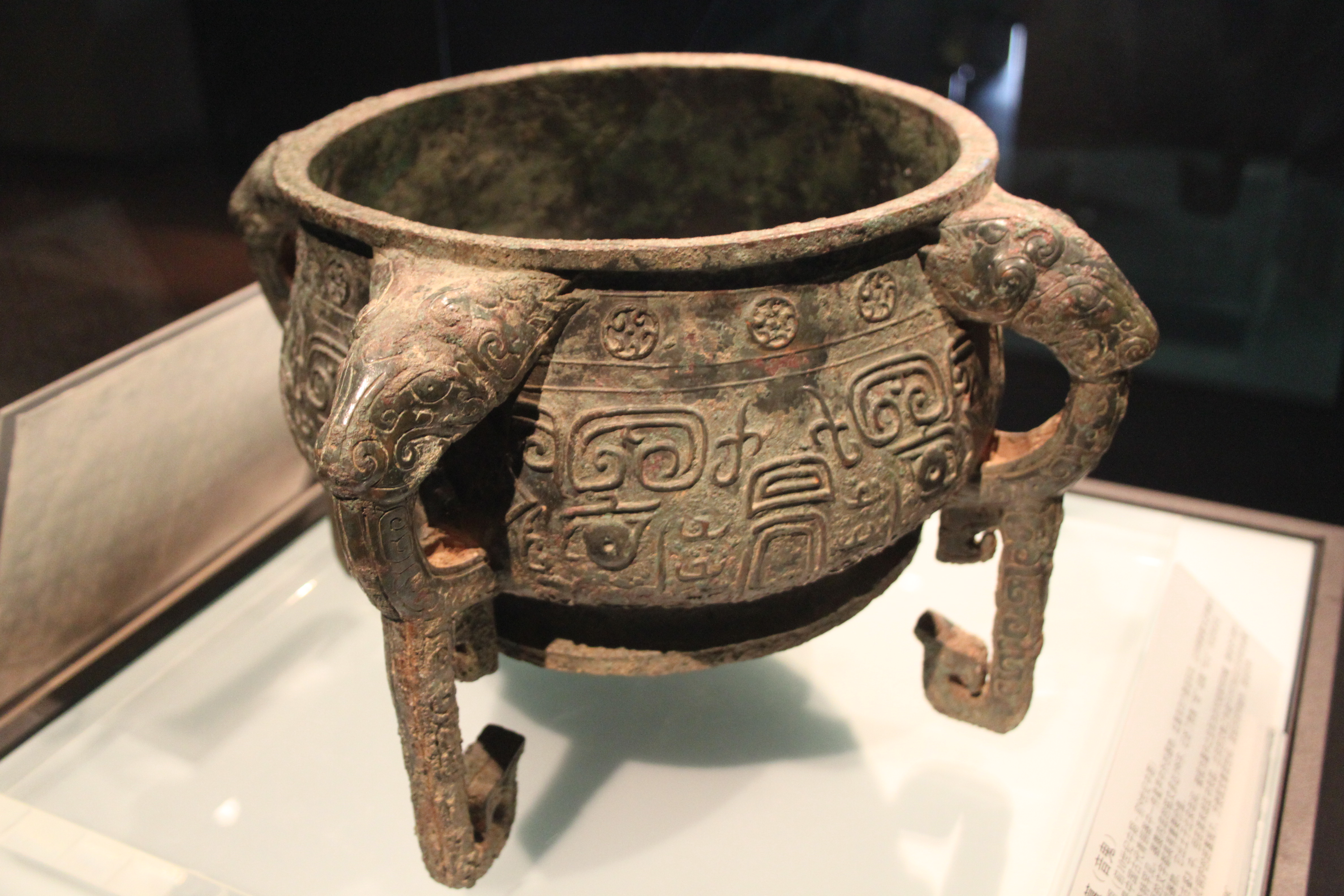
西周班簋（北京首都博物馆藏）

虢城公（?—?），西周时期虢国国君。在青铜器班簋上有“令毛白（伯）更虢城公服”一句，郭沫若认为虢城公是与周穆王为同时期君主，因为毛伯班与周穆王同时。